# Satoru Okada
Satoru Okada (jap. 岡田 智, Okada Satoru) ist ein japanischer Spieleentwickler bei Nintendo.

## Leben
Satoru Okada war in Nintendos Entwicklungsabteilung Nintendo Research & Development 1 (R&D1) angestellt. Die Abteilung stand unter der Leitung von Gunpei Yokoi. Zusammen mit Yokoi arbeitete Okada an Spielen wie Metroid (Nintendo Entertainment System (NES) 1986), Kid Icarus (NES 1986) und Super Mario Land (Game Boy 1989). Außerdem kreierte er gemeinsam mit Yokoi die erfolgreiche tragbare Konsole Game Boy.
Yokoi verließ Nintendo im August 1996. Dies veranlasste die Spaltung von R&D1: Die Abteilung konzentrierte sich von nun an auf Software, während das neu gegründete Nintendo Research & Engineering sich mit Hardware beschäftigte. Research & Engineering wurde von Okada und Kenichi Sugino, einem weiteren ehemaligen Mitarbeiter Yokois, geleitet.
Research & Engineering entwickelte portable Nintendo-Konsolen. Die Entwicklungsabteilung war für Game Boy Color, Game Boy Advance, Game Boy Advance SP und Nintendo DS in Sachen Chip- und Industriedesign zuständig.

## Spiele mit Okadas Beteiligung
- Metroid (NES 1986)
- Kid Icarus (NES 1986)
- Famicom Wars (NES 1988)
- Super Mario Land (Game Boy 1989)
- Solar Striker (Game Boy 1990)
- The Krion Conquest (NES 1990)
- Crystalis (NES 1990)
- Balloon Kid (Game Boy 1990)
- Fire Emblem Gaiden (NES 1991)
- Magic Sword (SNES 1992)
- Kaeru no tame ni Kane wa Naru (Game Boy 1992)
- Godzilla (1993)
- Famicom Tantei Club Part II: Ushiro ni Tatsu Shōjo (SNES 1998)
- Machop at Work (Game Boy Advance 2001)
- Kingler's Day (Game Boy Advance 2001)